# Polynemidae
A Polynemidae a csontos halak (Osteichthyes) főosztályának a sugarasúszójú halak (Actinopterygii) osztályába, ezen belül a sügéralakúak (Perciformes) rendjébe tartozó család.
A Polynemidae családba 8 élő nem és 43 élő faj tartozik.

## Rendszerezésük
A családba az alábbi 8 halnem tartozik:
- Eleutheronema Bleeker, 1862 - 3 faj
- Filimanus Myers, 1936 - 6 faj
- Galeoides Günther, 1860 - 1 faj
  - Galeoides decadactylus (Bloch, 1795)
- Leptomelanosoma Motomura & Iwatsuki, 2001 - 1 faj
  - Leptomelanosoma indicum (Shaw, 1804)
- Parapolynemus Feltes, 1993 - 1 faj
  - Parapolynemus verekeri (Saville-Kent, 1889)
- Pentanemus Günther, 1860 - 1 faj
  - Pentanemus quinquarius (Linnaeus, 1758)
- Polydactylus Lacepède, 1803 - 21 faj
- Polynemus Linnaeus, 1758 - 9 faj; típusnem

## Források

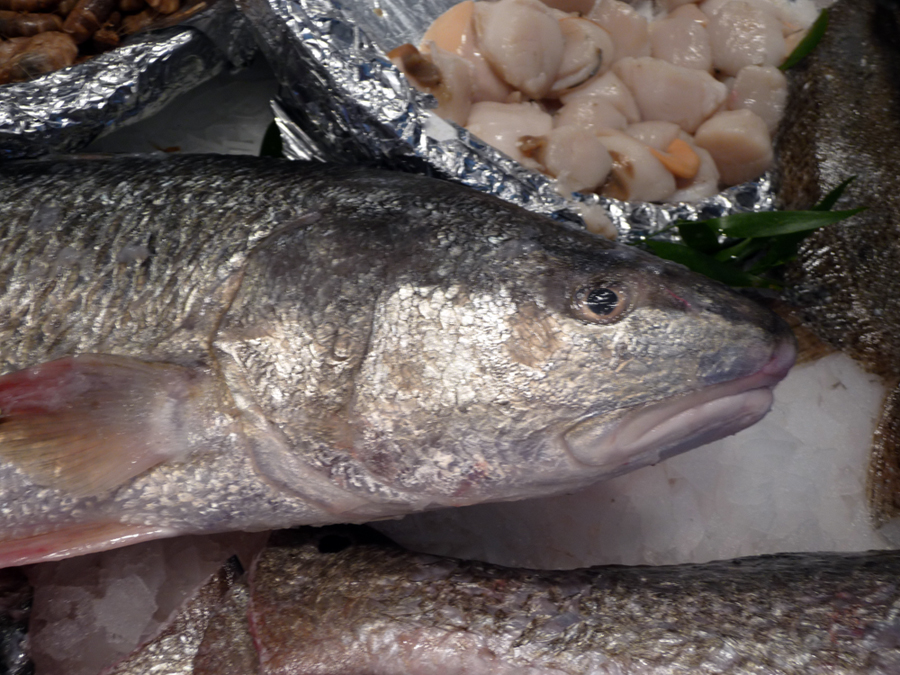
Polydactylus quadrifilis